# Вписанная окружность

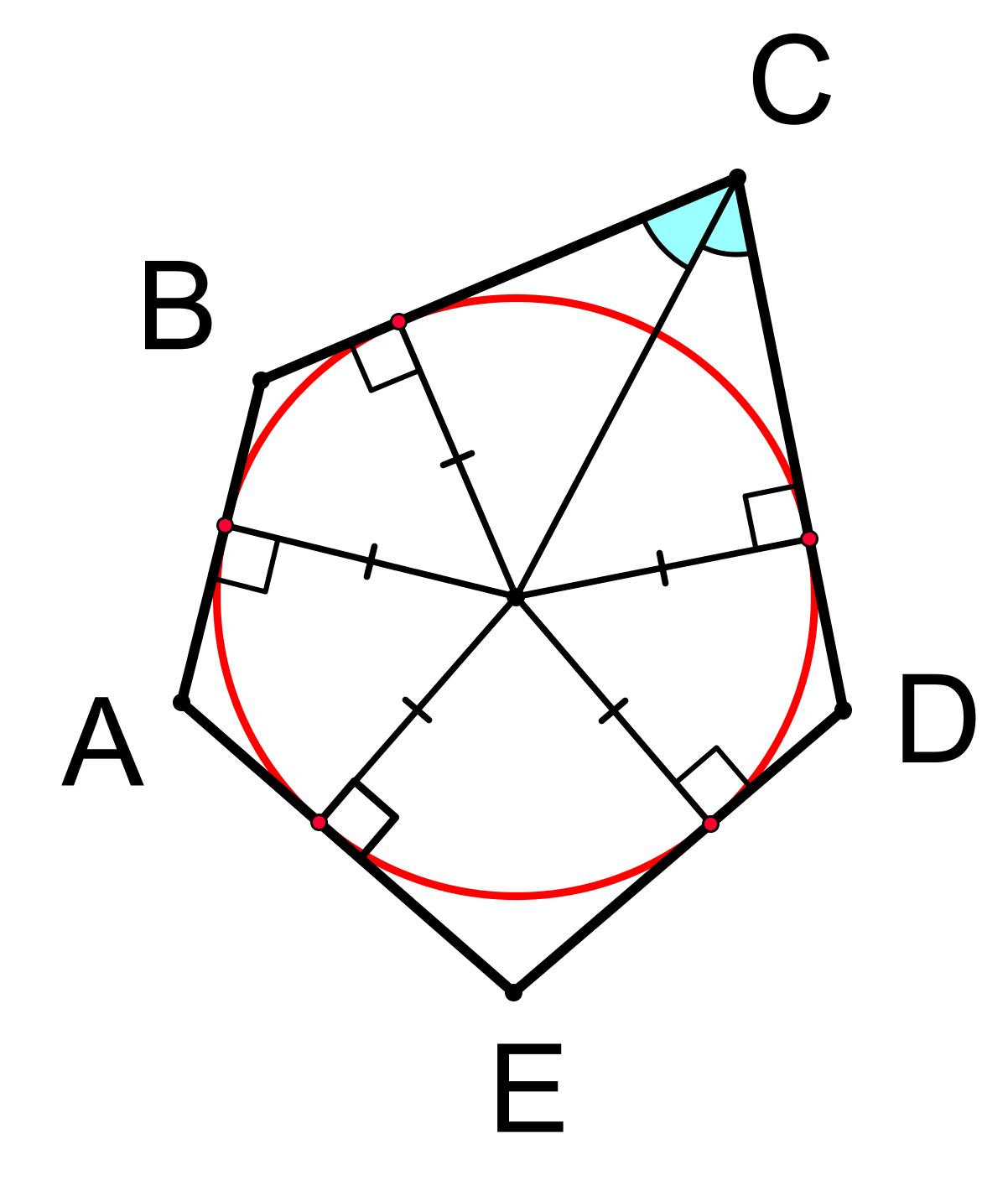
Окружность, вписанная в многоугольник ABCDE

Окружность называют вписанной в угол, если она лежит внутри угла и касается его сторон. Центр окружности, вписанной в угол, лежит на биссектрисе этого угла.
Окружность называется вписанной в выпуклый многоугольник, если она лежит внутри данного многоугольника и касается всех его сторон.

## Окружность, вписанная в угол
Пусть окружность с центром O вписана в угол A, то есть лежит внутри этого угла и касается его сторон в некоторых точках B и C.
Поскольку OB и OС - радиусы, проведённые к точкам касания, они равны и являются перпендикулярами, опущенными из точки O к соответствующим сторонам. Отсюда следует:
Радиус окружности, вписанной в угол, равен расстоянию от её центра до любой из сторон угла;
Центр вписанной в угол окружности равноудалён от сторон угла на расстояние радиуса;
Образующиеся треугольники {\displaystyle \triangle CAO} и {\displaystyle \triangle BAO} прямоугольны и равны (по общей гипотенузе OA, и равным катетам OC и OB).

Окружность, вписанная в угол

Из равенства этих треугольников следует, что:
Отрезки касательных равны: {\displaystyle AB=AC};
Центр окружности, вписанной в угол, лежит на его биссектрисе: {\displaystyle \angle CAO=\angle BAO}.
Из прямоугольности треугольников также следует, что
Угол, в который может быть вписана окружность, должен быть меньше 180 градусов ({\displaystyle \angle A=\angle BAO+\angle CAO<90^{\circ }+90^{\circ }=180^{\circ }}).
Через радиус {\displaystyle r} и угол {\displaystyle \alpha =\angle A} выражаются:
Расстояние от вершины угла до центра окружности: {\displaystyle AO={\frac {r}{\sin {\frac {\alpha }{2}}}}};
Отрезки касательных: {\displaystyle AB=AC={\frac {r}{\rm {{tg}{\frac {\alpha }{2}}}}}}.
Помимо обычной тригонометрии, в данной ситуации также бывает полезной следующая формула, связывающая величину угла {\displaystyle \alpha }, величину центрального угла между точками касания {\displaystyle \beta =\pi -\alpha }, радиус {\displaystyle r} и отрезок касательной {\displaystyle t=AB}:
{\displaystyle e^{i\alpha }={\frac {t+ri}{t-ri}}},  {\displaystyle \quad e^{i\beta }={\frac {r+ti}{r-ti}}},
где {\displaystyle i={\sqrt {-1}}} - мнимая единица.
Введём прямоугольную систему координат, направив ось x вдоль луча AB, а ось y - через точку A сонаправленно отрезку BO. Тогда точка O будет иметь комплексную координату {\displaystyle t+ir}, и поскольку она лежит на биссектрисе угла A, то
{\displaystyle t+ir=|AO|e^{i{\frac {\alpha }{2}}}}.
Применим комплексное сопряжение:
{\displaystyle t-ir=|AO|e^{-i{\frac {\alpha }{2}}}}.
Деля первую формулу на вторую, получим искомое равенство для {\displaystyle \alpha }. Уравнение для {\displaystyle \beta } получается аналогично.
Замечание. При использовании в геометрии комплексных чисел следует иметь в виду, что во всех формулах комплексного анализа углы всегда считаются ориентированными, а в геометрии - обычно нет, что иногда приводит к недоразумениям. Указанная выше формула применима к ориентированному углу {\displaystyle \alpha }, только если {\displaystyle \sin \alpha >0}. В противном случае {\displaystyle \alpha } в формуле следует заменить на {\displaystyle -\alpha }.
Чтобы вписать окружность в заданный угол, нужно в качестве центра (если он не задан) выбрать любую точку на биссектрисе этого угла и опустить из неё перпендикуляры на стороны. В качестве радиуса окружности следует взять длину любого из полученных перпендикуляров. Если центр не задан, вписываемая окружность не единственна.

## Окружность, вписанная в многоугольник общего вида
Окружность называется вписанной в многоугольник, если она касается всех его сторон. В этом случае окружность обязательно находится внутри многоугольника. В ситуации, когда окружность касается всех прямых, содержащих стороны, но не самих сторон, окружность находится вне многоугольника и называется вневписанной в него. Многие свойства вписанных и вневписанных окружностей перекликаются между собой, если не совпадают полностью.
Многоугольник, в который вписана окружность, называется описанным около этой окружности, или, кратко - описанным.
Чтобы построить произвольный описанный n-угольник, нужно нарисовать окружность, выбрать на ней произвольно n точек, в каждой из которых провести касательную (прямую, перпендикулярную радиусу, проведённому к этой точке). Отрезки касательных, заключённые между их пересечениями с соседними касательными с каждой стороны, составят контур n-угольника, описанного около исходной окружности.
Одним из примеров n-угольника для любого n, в который можно вписать окружность, является правильный многоугольник, когда точки на окружности выбираются равномерно.

### Условия существования вписанной окружности в многоугольник
Если в данный многоугольник можно вписать окружность, она будет вписана в каждый внутренний угол этого многоугольника (см. Окружность, вписанная в угол), значит, каждый внутренний угол должен быть меньше 180 градусов, что влечёт за собой выпуклость многоугольника.
Вопрос о существовании вписанной окружности в многоугольник равносилен вопросу о существовании точки, равноудалённой от всех его сторон. Такая точка, если есть, будет центром вписанной окружности, а расстояние от неё до сторон - радиусом. Поскольку окружность вписанная в многоугольник, вписана в каждый его внутренний угол, то центр окружности находится на биссектрисах всех углов этого многоугольника (то есть, на их пересечении). Верно и обратное: общая точка всех биссектрис (если она есть) равноудалена от сторон многоугольника и является центром вписанной в него окружности.
Вследствие этого, критерий существования вписанной окружности таков: в многоугольник можно вписать окружность тогда и только тогда, когда все его биссектрисы пересекаются в одной точке. (Очевидно, для этого достаточно, чтобы для любых трёх последовательных углов этого многоугольника их биссектрисы пересекались в одной точке.)
Поскольку у биссектрис не может быть более одной общей точки, это означает, что вписанная в многоугольник окружность, если есть, может быть только одна. Соответственно, точек, равноудалённых от всех сторон многоугольника тоже может быть не более одной.
Только в треугольники всегда может быть вписана окружность, независимо от их конкретного вида. Для 4-угольников это уже не так: например, чтобы в прямоугольник можно было вписать окружность, он обязан быть квадратом. Вообще, чтобы в 4-угольник можно было вписать окружность, в нём необходимо и достаточно выполнение одного соотношения: суммы длин противоположных сторон должны совпадать. Для n-угольников число таких независимых соотношений, обеспечивающих его описанность, возрастает до n-3.

### Площадь описанного многоугольника и формула радиуса
Отрезки, соединяющие центр описанного n-угольника с его вершинами, разбивают его на n треугольников, каждый из которых содержит ровно одну сторону исходного многоугольника, вершина, лежащая напротив, является центром вписанной окружности, а высота, опущенная из неё к этой стороне, совпадает с радиусом вписанной окружности. Поэтому площадь k-ого треугольника будет равна:
{\displaystyle S_{k}=ra_{k}/2},
а общая площадь, соответственно составит
{\displaystyle S=S_{1}+S_{2}+\dots +S_{n}=r(a_{1}+a_{2}+\dots +a_{n})/2},
{\displaystyle S=rp},
где {\displaystyle p=(a_{1}+a_{2}+\dots +a_{n})/2} - полупериметр (половина периметра) многоугольника.
Следствие 1. Радиус вписанной окружности равен отношению площади многоугольника {\displaystyle S} к полупериметру {\displaystyle p}:
{\displaystyle r={\frac {S}{p}}}.
Следствие 2. С помощью предельного перехода получается одно из наиболее важных следствий этой формулы - формула площади круга:
{\displaystyle S=\pi r^{2}}.
Для её получения нужно описанный многоугольник равномерно обрезать по касательным к окружности бесконечно много раз. Тогда его площадь будет стремиться к площади круга, а полупериметр - к полупериметру круга {\displaystyle p=\pi r}.
Формулу площади можно слегка обобщить: 
Любые два луча из центра описанной окружности вырезают из описанного многоугольника фигуру, площадь которой равна
{\displaystyle S=rl},
где {\displaystyle l} - длина той части контура исходного многоугольника, которая заключена между этими лучами.
Таким образом, чтобы разрезать описанный многоугольник на m равных по площади частей, достаточно его периметр поделить m точками на равные по длине части и их соединить радиусами с центром вписанной окружности.

### Задание описанного многоугольника длинами сторон
Основной вопрос этой темы: каким условиям должны удовлетворять числа {\displaystyle a_{1},a_{2},\dots ,a_{n}}, чтобы существовал описанный многоугольник с такими длинами сторон, и насколько однозначно восстановление описанного многоугольника по длинам сторон?
Необходимое условие для существования очевидно. Если требуемый многоугольник существует, то должно быть
{\displaystyle {\begin{cases}a_{1}=t_{1}+t_{2}\\a_{2}=t_{2}+t_{3}\\\dots \\a_{n}=t_{n}+t_{1}\end{cases}}}
где {\displaystyle t_{1},t_{2},\dots ,t_{n}} - отрезки касательных, проведённых из вершин к вписанной окружности. Поэтому эта система с заданными параметрами {\displaystyle a_{1},a_{2},\dots ,a_{n}} должна иметь решение в положительных числах {\displaystyle t_{1},t_{2},\dots ,t_{n}}. На самом деле, это условие не только необходимо, но и достаточно для существования описанного многоугольника с заданными длинами сторон.
Случай нечётного n. В случае нечётного числа сторон n линейная система не вырождена и имеет единственное решение:
{\displaystyle {\begin{cases}2t_{1}=a_{1}-a_{2}+a_{3}-a_{4}+\dots -a_{n-1}+a_{n}\\2t_{2}=a_{2}-a_{3}+a_{4}-a_{5}+\dots -a_{n}+a_{1}\\\dots \\2t_{n}=a_{n}-a_{1}+a_{2}-a_{3}+\dots -a_{n-2}+a_{n-1}\end{cases}}}
Поэтому для разрешимости системы в положительных числах необходимо наложить условие, чтобы все альтернированные суммы в правых частях этих равенств были бы положительными.
Например, для описанного треугольника с требуемыми сторонами {\displaystyle a,b,c} все эти условия превращаются просто в неравенство треугольника:
{\displaystyle a-b+c>0,\,b-c+a>0,\,c-a+b>0}.
Таким образом, в случае нечётного числа сторон, описанный n-угольник с заданными сторонами существует и единствен (с точностью до равенства), если только все указанные выше альтернированные суммы сторон положительны.
Случай чётного n. В случае чётного числа сторон n линейная система вырождена, уравнения линейно зависимы, и для разрешимости в числах любого знака требуется одно линейное соотношение - полная альтернированная сумма длин всех сторон должна быть равна нулю:
{\displaystyle a_{1}-a_{2}+a_{3}-\dots +a_{n-1}-a_{n}=0}.
При этом сами числа {\displaystyle t_{1},t_{2},\dots ,t_{n}} однозначно найти нельзя, однако можно найти их суммы {\displaystyle t_{k}+t_{m}}, если k и m разной чётности:
{\displaystyle {\begin{cases}t_{1}+t_{2}=a_{1}\\t_{1}+t_{4}=a_{1}-a_{2}+a_{3}\\t_{1}+t_{6}=a_{1}-a_{2}+a_{3}-a_{4}+a_{5}\\\dots \,\dots \,\dots \\t_{2}+t_{3}=a_{2}\\t_{2}+t_{5}=a_{2}-a_{3}+a_{4}\\t_{2}+t_{7}=a_{2}-a_{3}+a_{4}-a_{5}+a_{6}\\\dots \,\dots \,\dots \\\end{cases}}}
В случае чётного числа сторон, описанный n-угольник с заданными сторонами существует, если полная альтернированная сумма длин всех сторон равна нулю, а все указанные выше неполные альтернированные суммы сторон положительны. При этом описанный n-угольник с требуемыми сторонами не будет единственным, для него останется одна степень свободы.
Таким образом, задание описанного многоугольника длинами сторон, когда их количество чётно, не является удовлетворительным.

### Задание описанного многоугольника отрезками касательных
В отличие от задания описанного много угольника длинами сторон, задание с помощью отрезков касательных гораздо эффективнее и удобнее. Основной результат состоит в том, что:
При любых положительных значениях {\displaystyle t_{1},t_{2},\dots ,t_{n}} всегда существует и единствен (с точностью до равенства) описанный n-угольник, для которого эти числа являются длинами отрезков касательных в указанном порядке.
Если {\displaystyle r} - радиус вписанной окружности такого n-угольника, тогда центральные углы между соседними точками касания будут равны
{\displaystyle 2{\rm {arctg}}{\frac {t_{1}}{r}},\,2{\rm {arctg}}{\frac {t_{2}}{r}},\,\dots ,\,2{\rm {arctg}}{\frac {t_{n}}{r}}},
а их сумма равна
{\displaystyle 2{\rm {arctg}}{\frac {t_{1}}{r}}+2{\rm {arctg}}{\frac {t_{2}}{r}}+\dots +2{\rm {arctg}}{\frac {t_{n}}{r}}=2\pi }.
Такое значение {\displaystyle r} существует и единственно (Теорема Больцано — Вейерштрасса), так как в левой части стоит функция, непрерывная и строго убывающая по {\displaystyle r\in (0;+\infty )}, принимающая значения от 0 до {\displaystyle \pi n}.
Искомый многоугольник существует и единствен, так как однозначно определены его стороны и углы:
{\displaystyle a_{1}=t_{1}+t_{2},\,a_{2}=t_{2}+t_{3},\,\dots ,a_{n}=t_{n}+t_{1}}
{\displaystyle \alpha _{1}=2{\rm {arctg}}{\frac {r}{t_{1}}},\,\alpha _{2}=2{\rm {arctg}}{\frac {r}{t_{2}}},\,\dots ,\,\alpha _{n}=2{\rm {arctg}}{\frac {r}{t_{n}}}}.
Для радиуса есть также и алгебраическая формула его зависимости от отрезков касательных. В самом деле, если {\displaystyle \beta _{1},\beta _{2},\dots ,\beta _{n}} - центральные углы между соседними точками касания. Тогда для каждого k=1,2,...,n 
{\displaystyle e^{i\beta _{k}}={\frac {r+it_{k}}{r-it_{k}}}}.
Перемножая эти равенства, получается:
{\displaystyle {\frac {r+it_{1}}{r-it_{1}}}{\frac {r+it_{2}}{r-it_{2}}}\dots {\frac {r+it_{n}}{r-it_{n}}}=e^{i(\beta _{1}+\beta _{2}+\dots +\beta _{n})}=e^{2\pi i}=1}
{\displaystyle (r+it_{1})(r+it_{2})\dots (r+it_{n})=(r-it_{1})(r-it_{2})\dots (r-it_{n})}.
Радиус вписанной окружности - это наибольший положительный корень этого уравнения. (Остальные положительные корни отвечают за сумму центральных углов равную {\displaystyle 4\pi ,6\pi ,8\pi ,} и т.д. Им соответствуют не описанные многоугольники, а замкнутые звёздчатые самопересекающиеся ломаные, описанные около окружности, контур которых охватывает центр окружности несколько раз.)
Примеры. При n=3 после упрощений получается уравнение
{\displaystyle (t_{1}+t_{2}+t_{3})r^{2}=t_{1}t_{2}t_{3}}, откуда
{\displaystyle r^{2}={\frac {t_{1}t_{2}t_{3}}{t_{1}+t_{2}+t_{3}}}={\frac {(p-a)(p-b)(p-c)}{p}}}
{\displaystyle S^{2}=p^{2}r^{2}=p(p-a)(p-b)(p-c)},
что даёт формулу Герона для площади треугольника.
При n=4 после упрощений получается уравнение
{\displaystyle (t_{1}+t_{2}+t_{3}+t_{4})r^{3}=(t_{1}t_{2}t_{3}+t_{1}t_{2}t_{4}+t_{1}t_{3}t_{4}+t_{2}t_{3}t_{4})r}, откуда, учитывая что радиус не равен 0, имеем
{\displaystyle r^{2}={\frac {t_{1}t_{2}t_{3}t_{4}({t_{1}^{-1}+t_{2}^{-1}+t_{3}^{-1}+t_{4}^{-1}})}{t_{1}+t_{2}+t_{3}+t_{4}}}}
{\displaystyle S^{2}=p^{2}r^{2}=t_{1}t_{2}t_{3}t_{4}(t_{1}+t_{2}+t_{3}+t_{4})(t_{1}^{-1}+t_{2}^{-1}+t_{3}^{-1}+t_{4}^{-1})}.

## В треугольнике

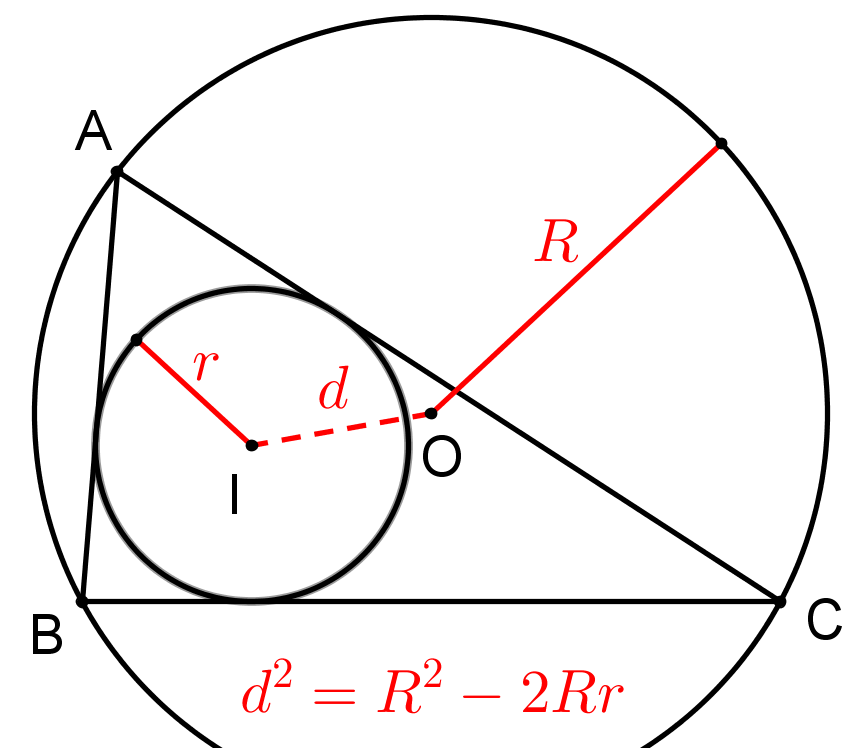
Формула Эйлера

Свойства вписанной окружности:

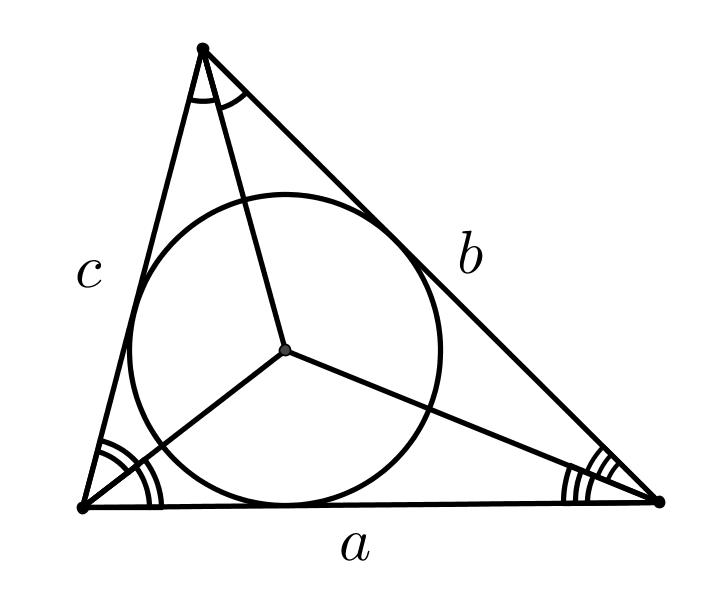
Окружность, вписанная в треугольник со сторонами a, b, c.

- В каждый треугольник можно вписать окружность, притом только одну.
- Центр {\displaystyle I} вписанной окружности равноудалён от всех сторон и является точкой пересечения биссектрис треугольника.
- Радиус {\displaystyle r} вписанной в треугольник окружности равен:

{\displaystyle r={\frac {1}{2}}{\sqrt {\frac {(-a+b+c)(a-b+c)(a+b-c)}{a+b+c}}};}
- Радиус {\displaystyle R} описанной вокруг треугольника окружности равен:

{\displaystyle R={\frac {abc}{\sqrt {(a+b+c)(a+b-c)(a-b+c)(-a+b+c)}}};}
{\displaystyle {\frac {1}{r}}={\frac {1}{h_{a}}}+{\frac {1}{h_{b}}}+{\frac {1}{h_{c}}}}
где {\displaystyle a,b,c} — стороны треугольника, {\displaystyle h_{a},h_{b},h_{c}} — высоты, проведённые к соответствующим сторонам;
{\displaystyle r={\frac {S}{p}}={\sqrt {\frac {(p-a)(p-b)(p-c)}{p}}}}
где {\displaystyle S} — площадь треугольника, а {\displaystyle p} — его полупериметр.
{\displaystyle r={\frac {p-a}{\operatorname {ctg} (\alpha /2)}}={\frac {p-b}{\operatorname {ctg} (\beta /2)}}={\frac {p-c}{\operatorname {ctg} (\gamma /2)}}}, {\displaystyle p} — полупериметр треугольника (Теорема котангенсов).
- Если {\displaystyle AB} — основание равнобедренного треугольника {\displaystyle \triangle ABC}, то окружность, касающаяся сторон угла {\displaystyle \angle ACB} в точках {\displaystyle A} и {\displaystyle B}, проходит через центр вписанной окружности треугольника {\displaystyle \triangle ABC}.
- Теорема Эйлера: {\displaystyle R^{2}-2Rr=|OI|^{2}}, где {\displaystyle R} — радиус описанной вокруг треугольника окружности, {\displaystyle r} — радиус вписанной в него окружности, {\displaystyle O} — центр описанной окружности, {\displaystyle I} — центр вписанной окружности.

{\displaystyle |OI|^{2}={\frac {a\,b\,c\,}{a+b+c}}\left[{\frac {a\,b\,c\,}{(a+b-c)\,(a-b+c)\,(-a+b+c)}}-1\right]}
- Если прямая, проходящая через точку {\displaystyle I} параллельно стороне {\displaystyle AB}, пересекает стороны {\displaystyle BC} и {\displaystyle CA} в точках {\displaystyle A_{1}} и {\displaystyle B_{1}}, то {\displaystyle A_{1}B_{1}=A_{1}B+AB_{1}}.
- Если точки касания вписанной в треугольник {\displaystyle T} окружности соединить отрезками с его сторонами, то получится треугольник {\displaystyle T_{1}} со свойствами:
  - Биссектрисы T являются серединными перпендикулярами T1
  - Пусть T2 — ортотреугольник T1. Тогда его стороны параллельны сторонам исходного треугольника T.
  - Пусть T3 — серединный треугольник T1. Тогда биссектрисы T являются высотами T3.
  - Пусть T4 — ортотреугольник T3, тогда биссектрисы T являются биссектрисами T4.
- Радиус вписанной в прямоугольный треугольник с катетами a, b и гипотенузой c окружности равен {\displaystyle {\frac {a+b-c}{2}}={\frac {ab}{a+b+c}}}.
- Расстояние от вершины С треугольника до точки, в которой вписанная окружность касается стороны, равно {\displaystyle d={\frac {a+b-c}{2}}=p-c}.
- Расстояние от вершины C до центра вписанной окружности равно {\displaystyle l_{c}={\frac {r}{\sin({\frac {\gamma }{2}})}}}, где {\displaystyle r} — радиус вписанной окружности, а γ — угол вершины C.
- Расстояние от вершины C до центра вписанной окружности может также быть найдено по формулам {\displaystyle l_{c}={\sqrt {(p-c)^{2}+r^{2}}}} и {\displaystyle l_{c}={\sqrt {ab-4Rr}}}
- Теорема о трезубце или теорема трилистника: Если D — точка пересечения биссектрисы угла A с описанной окружностью треугольника ABC, I и J — соответственно центры вписанной и вневписанной окружности, касающейся стороны BC, тогда {\displaystyle |DI|=|DB|=|DC|=|DJ|}.

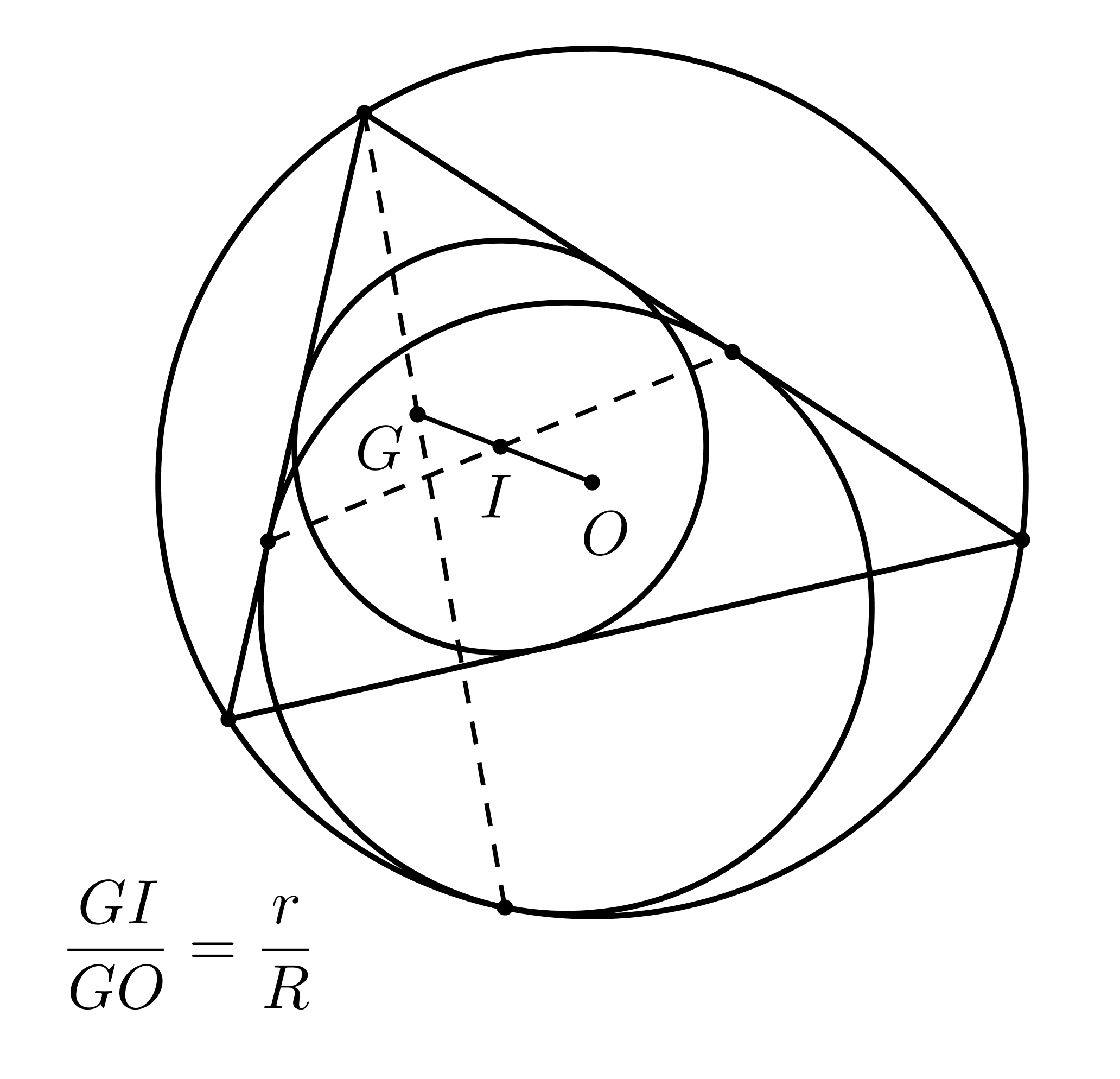
Полувписанная окружность и центр гомотетии G для вписанной и описанной окружностей с радиусами соответственно r и R. Лемма Веррьера: Центр вписанной окружности лежит на отрезке, соединяющем точки касания сторон треугольника и окружности Веррьера (полувписанной окружности)

- Лемма Веррьера[2][3]: пусть окружность {\displaystyle V} касается сторон {\displaystyle AB}, {\displaystyle AC} и дуги {\displaystyle BC} описанной окружности треугольника {\displaystyle ABC}. Тогда точки касания окружности {\displaystyle V} со сторонами и центр вписанной окружности треугольника {\displaystyle ABC} лежат на одной прямой.

- Теорема Фейербаха. Окружность девяти точек касается всех трёх вневписанных окружностей, а также вписанной окружности. Точка касания окружности Эйлера и вписанной окружности известна как точка Фейербаха.

## Связь вписанной и описанной окружностей
- Формула Эйлера: Если {\displaystyle d} — расстояние между центрами вписанной и описанной окружностей, а их радиусы равны {\displaystyle r} и {\displaystyle R} соответственно, то {\displaystyle d^{2}=R^{2}-2Rr}.
- Формулы для отношения и произведения радиусов:

{\displaystyle {\frac {r}{R}}={\frac {4S^{2}}{pabc}}=\cos \alpha +\cos \beta +\cos \gamma -1;}
{\displaystyle 2Rr={\frac {abc}{a+b+c}}},
{\displaystyle {\frac {r}{R}}=4\sin {\frac {\alpha }{2}}\sin {\frac {\beta }{2}}\sin {\frac {\gamma }{2}}=\cos \alpha +\cos \beta +\cos \gamma -1}
где {\displaystyle p} — полупериметр треугольника, {\displaystyle S} — его площадь.
{\displaystyle {\frac {r}{R}}={\frac {(a+b-c)(a-b+c)(-a+b+c)}{2abc}}}
- Перпендикуляры, восставленные к сторонам треугольника в точках касания вневписанных окружностей, пересекаются в одной точке. Эта точка симметрична центру вписанной окружности относительно центра описанной окружности[5].

- Для треугольника можно построить полувписанную окружность, или окружность Варьера. Это окружность, касающаяся двух сторон треугольника и его описанной окружности внутренним образом. Отрезки, соединяющие вершины треугольника и соответствующие точки касания окружностей Веррьера с описанной окружностью, пересекаются в одной точке. Эта точка служит центром гомотетии с положительным коэффициентом, переводящей описанную окружность во вписанную.
- Центр вписанной окружности лежит на отрезке, соединяющем точки касания сторон треугольника и полувписанной окружности.

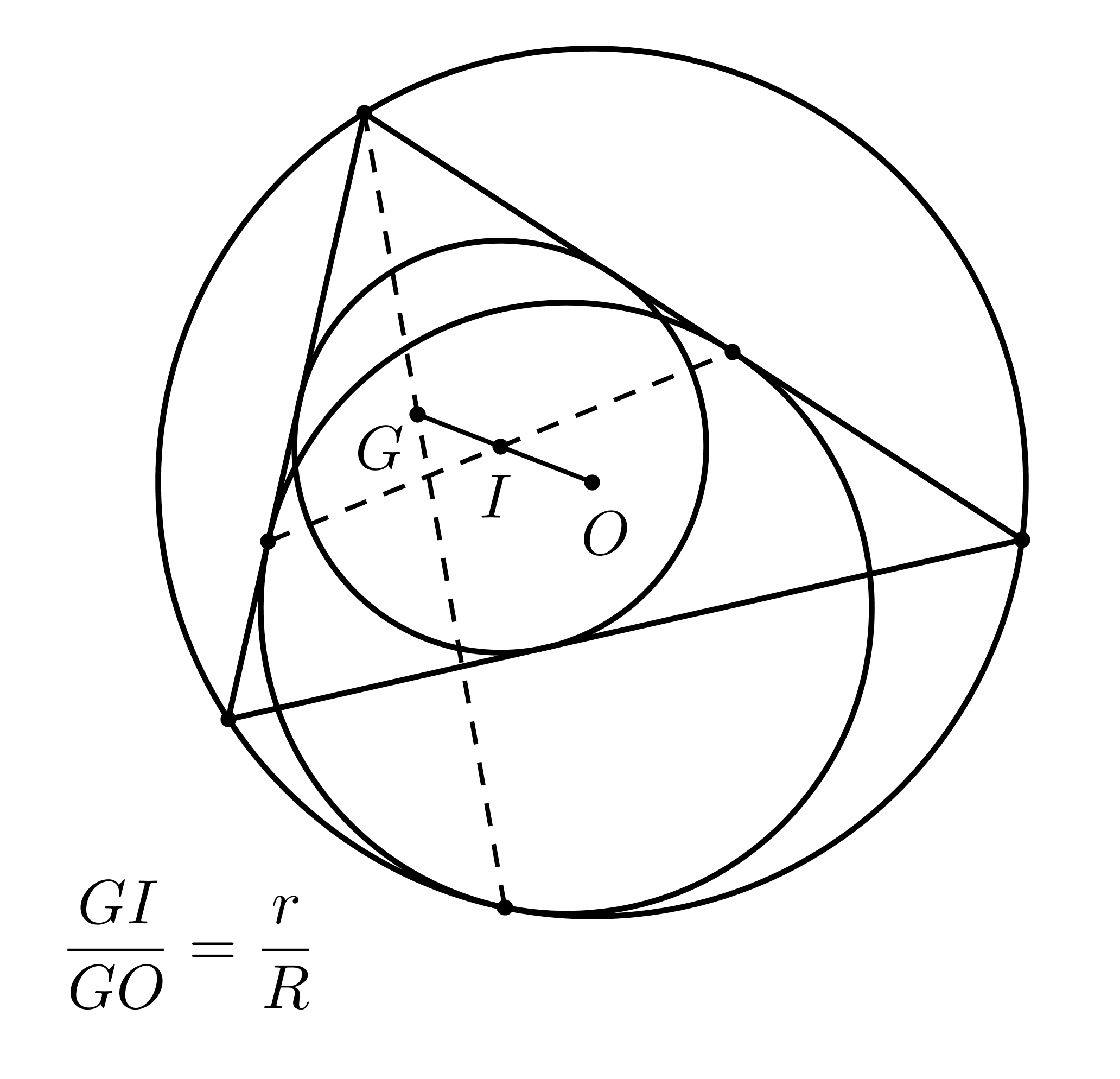
Полувписанная окружность и центр гомотетии G для вписанной и описанной окружностей с радиусами соответственно r и R

## Связь центра вписанной окружности и середин высот треугольника
- Теорема Ригби. Если к любой стороне остроугольного треугольника провести высоту и касающуюся ее с другой стороны вневписанную окружность, то точка касания последней с этой стороной, середина упомянутой высоты, а также инцентр лежат на одной прямой.[6].
- Из теоремы Ригби следует, что 3 отрезка, соединяющих  середину каждой из 3 высот треугольника с точкой касания вневписанной окружности, проведенной к той же стороне, что и высота, пересекаются в инцентре.

## В четырёхугольнике
- Описанный четырёхугольник, если у него нет самопересечений («простой»), должен быть выпуклым.
- Некоторые (но не все) четырёхугольники имеют вписанную окружность. Они называются описанными четырёхугольниками. Среди свойств этих четырёхугольников наиболее важным является то, что суммы противоположных сторон равны. Это утверждение называется теоремой Пито.
- Иными словами, в выпуклый четырёхугольник ABCD можно вписать окружность тогда и только тогда, когда суммы его противоположных сторон равны: {\displaystyle AB+CD=BC+AD}.

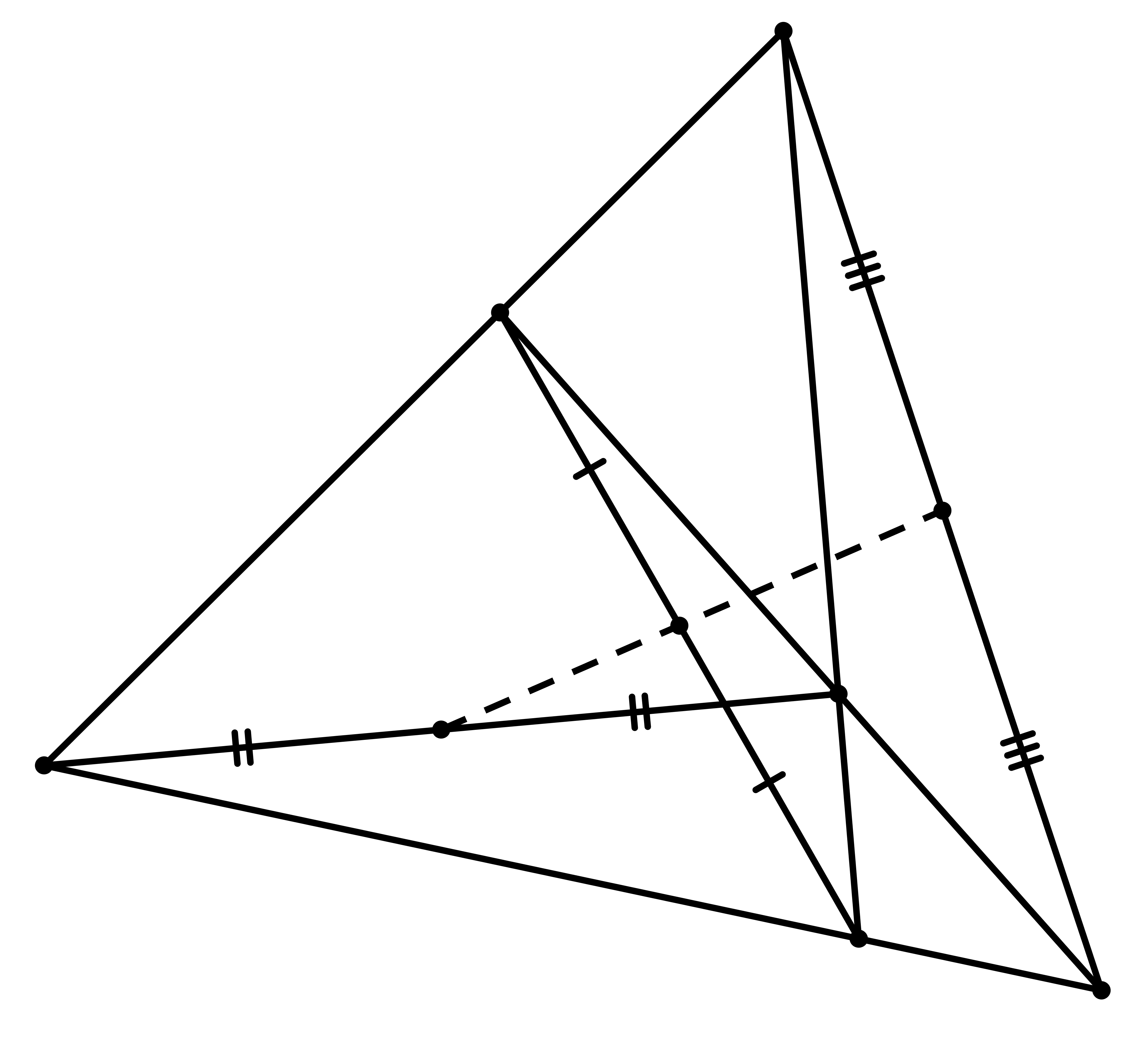
Теорема Ньютона (планиметрия) и прямая Ньютона

- Во всяком описанном четырёхугольнике две середины диагоналей и центр вписанной окружности лежат на одной прямой (теорема Ньютона). На ней же лежит середина отрезка с концами в точках пересечения продолжений противоположных сторон четырёхугольника (если они не параллельны). Эта прямая называется прямой Ньютона. На рисунке она зелёная, диагонали красные, отрезок с концами в точках пересечения продолжений противоположных сторон четырёхугольника тоже красный.
- Центр описанной около четырёхугольника окружности — точка пересечения высот треугольника с вершинами в точке пересечения диагоналей и точках пересечения противоположных сторон (теорема Брокара).

## В сферическом треугольнике
Вписанная окружность для сферического треугольника — это окружность, касающаяся всех его сторон.
- Тангенс радиуса[7] вписанной в сферический треугольник окружности равен[8]:73-74

{\displaystyle \operatorname {tg} r={\sqrt {\frac {\sin(p-a)\sin(p-b)\sin(p-c)}{\sin p}}}}
- Вписанная в сферический треугольник окружность принадлежит сфере. Радиус, проведенный из центра сферы через центр вписанной окружности пересечет сферу в точке пересечения биссектрис углов (дуг больших кругов сферы, делящих углы пополам) сферического треугольника[8]:20-21.

## Обобщения
- Вписанной сферой называется сфера, касающаяся всех граней многогранника.
- Эллипс Штейнера — вписанный в треугольник эллипс.